# Mohammed Khalaf
Mohammed Khalaf (Arabic:محمد خلف) (sinh ngày 21 tháng 12 năm 2000) là một cầu thủ bóng đá người Các Tiểu vương quốc Ả Rập Thống nhất. Hiện tại anh thi đấu cho Baniyas.